# Ikarus (Manga)
Ikarus (jap. イカル, Ikaru) ist eine Manga-Serie von Moebius und Jirō Taniguchi, die 1997 in Japan erschien. Sie ist in die Genres Science-Fiction und Seinen einzuordnen und wurde ins Deutsche und andere Sprachen übersetzt. Die fast 300 Seiten lange Geschichte erzählt von einem Jungen, der von Geburt an fliegen kann und daher eingesperrt in einer Forschungseinrichtung aufwuchs.

## Inhalt
In einem Japan in einer unbekannten, nahen Zukunft kommt der Junge Icaro zur Welt, der von Geburt an die Fähigkeit hat, zu schweben und zu fliegen. Da er so auch dem Mutterleib entschwebt, wird seine besondere Kraft sofort bemerkt und die Regierung in Gestalt von Ministerin und Generalin Tachibana informiert. Die nimmt ihn seiner Mutter weg und lässt Icaro unter der Aufsicht von Wissenschaftlern in einer abgeschiedenen Forschungseinrichtung auf den Ryūkyū-Inseln aufwachsen. Sie begleiten die Entwicklung seiner Fähigkeiten und testen sie aus, wobei ihrem Testsubjekt jeder Kontakt und jedes Wissen über die Außenwelt verwehrt wird. Ihm steht nur ein mit Glas überdachter Garten zur Verfügung, ähnlich einer riesigen Voliere. Geleitet werden die Untersuchungen von Endo, einem Untergebenen der Generalin, und dem Neurologen Kimura. Nur die Mitarbeiterin Yukiko hat ein besonderes Verhältnis zu Icaro, dem sie als einzige Empathie entgegenbringt. Doch eine enge Beziehung zum Testsubjekt ist untersagt und auch, dass sie ihm, wie Yukiko gerne möchte, mehr über die Außenwelt verrät. Icaro spürt die Zuneigung und hat Gefühle für die junge Frau entwickelt.
Als Icaro 20 Jahre alt ist, sind viele Tests zur Zufriedenheit abgeschlossen. Die Regierung will ihn gegen Mutanten einsetzen, sogenannten Powerklone, die sich selbst in die Luft sprengen können und durch Terroranschläge Angst verbreiten und die staatlichen Institutionen angreifen. Icaro scheint viel mächtiger zu sein als sie. Doch er hat sich längst in Yukiko verliebt und zeigt erstmals einen eigenen Willen, indem er versucht zu fliehen. Spezialkräfte werden eingesetzt, um ihn einzufangen, und der fliegende junge Mann setzt dabei ungeahnte Kräfte frei. Als er schließlich doch gefangen ist, will Kimura ihn mit einer Operation am Gehirn gefügig machen. Endo widerspricht, da ihm das zu weit geht und zu riskant ist. Während ihres Streits flieht Icaro erneut, nun mitsamt seinen Käfig. Er kann freikommen und sucht Yukiko. Mit ihr will Kimura Icaro wieder anlocken, doch alle angeforderten Spezialkräfte und auch Hubschrauber können ihn nicht mehr im Zaum halten. Gemeinsam mit seiner Geliebten in den Armen kann Icaro ihnen entkommen.

## Entstehung und Veröffentlichung
Das Szenario stammt von Moebius und war nach dessen Auskunft zunächst ein von ihm in den 1980er Jahren aufgeschriebener Traum. Zudem kommt das Thema des Fliegens häufig in seinen Werken vor und liegt ihm am Herzen. Die Idee hat Moebius dann überarbeitet und um 1990 schließlich dem japanischen Verlag Kodansha angeboten. Über diesen sollte das Projekt einen Zeichner und eine Umsetzung finden. Dafür sollte Moebius das Szenario vollständig und detailliert ausarbeiten und da die Japaner gern eine ausführliche Serie daraus machen wollten, produzierte er zusammen mit Jean Annestay schließlich 10.000 Seiten, die eine Serie mit 15 Bänden gefüllt hätten. Die Geschichte hätte von Icaros Geburt bis zu seinem 24. Lebensjahr erzählt, mit vielen Nebengeschichten über politische Unruhen, Diktatur, Sadomasochismus, Pornografie und einer sexuellen Erweckungsgeschichte Icaros. Bei der Arbeit am Szenario diktierte Moebius Annestay wöchentlich seine Ideen zur Geschichte, der sie dann in Form brachte, wonach Moebius das Ergebnis korrigierte. Gezeichnet wurde die Geschichte auf Vorschlag von Moebius von Jirō Taniguchi. Der hatte bei der Umsetzung freie Hand und kürzte die Handlung auf knapp 300 Seiten, im Wesentlichen nur die Vorgeschichte zur ursprünglich geplanten Serie. Die Kürzungen beziehungsweise der Abbruch nach Ende der Vorgeschichte ergab sich, da die Geschichte von den Lesern in Japan nicht sehr gut aufgenommen wurde und weil der Verlag in eine wirtschaftlich schwierigere Zeit gekommen war und internationale Kooperationen als erstes kündigte.
Der Manga erschien in Japan 1997 in Kodanshas Magazin Morning. Die Serie wurde von Bijutsu Shuppansha im November 2000 in einem Sammelband herausgebracht. Nach dieser Veröffentlichung in einem Band kam bei internationalen Verlagen Interesse an dem Stoff auf. Es erschien eine Übersetzung ins Französische, eine italienische sowie eine polnische bei Kana. Eine englische Fassung kam bei Simon & Schuster heraus. Auf Deutsch erschien der Manga schließlich 2016 bei Schreiber & Leser in einem Band. Die Übersetzung stammt von Resel Rebiersch und Tsuwame.

## Rezeption
Peter Osteried bezeichnet das Werk als großartige Kollaboration der beiden bekannten Künstler. Man erkenne neben den europäischen Einflüssen in Taniguchis Stil auch Einflüsse aus Katsushiro Otomos Akira, das wiederum von Moebius beeinflusst war. Insgesamt sei das Werk eine„ perfekte Synthese aus frankobelgischem und japanischem Comic“. Auch Lars von Törne betont im Tagesspiegel, das Werk zeige welch große Bedeutung westliche Comics für Taniguchis Stil hatten. So stark erkennbare westliche Einflüsse seien in seinem Land eine Seltenheit. Die Geschichte verbinde „traumartige Sequenzen von filigraner Schönheit mit […] knallharten Action-Elementen, die an Genre-Klassiker wie „Akira“ erinnern“. „Taniguchis Hang zu klaren, anmutigen Einzelbildern bildet hier einen spannungsreichen Kontrast zu den teils enorm dynamischen Szenen, mit denen die Handlung vorangetrieben wird“. In einem Rückblick anlässlich des Todestages von Taniguchi nennt Der Spiegel Ikarus als Beispiel für die „beeindruckende[n] Technikpanoramen“ des Künstlers: „stadtteilgroße Labore, Werkshallen mit aberwitzigen Apparaturen“.